# Golden Globe Awards 1992
Die 49. Verleihung der Golden Globe Awards fand am 18. Januar 1992 statt.

## Gewinner und Nominierte im Bereich Film

### Bester Film – Drama
Bugsy – Regie: Barry Levinson
- Das Schweigen der Lämmer (The Silence of the Lambs) – Regie: Jonathan Demme
- Herr der Gezeiten (The Prince of Tides) – Regie: Barbra Streisand
- JFK – Tatort Dallas (JFK) – Regie: Oliver Stone
- Thelma & Louise – Regie: Ridley Scott

### Bester Film – Musical/Komödie
Die Schöne und das Biest (Beauty and the Beast) – Regie: Gary Trousdale, Kirk Wise
- City Slickers – Die Großstadt-Helden (City Slickers) – Regie: Ron Underwood
- Die Commitments (The Commitments) – Regie: Alan Parker
- Grüne Tomaten (Fried Green Tomatoes) – Regie: Jon Avnet
- König der Fischer (The Fisher King) – Regie: Terry Gilliam

### Beste Regie
Oliver Stone – JFK – Tatort Dallas (JFK)
- Jonathan Demme – Das Schweigen der Lämmer (The Silence of the Lambs)
- Terry Gilliam – König der Fischer (The Fisher King)
- Barry Levinson – Bugsy
- Barbra Streisand – Herr der Gezeiten (The Prince of Tides)

### Bester Hauptdarsteller – Drama
Nick Nolte – Herr der Gezeiten (The Prince of Tides)
- Warren Beatty – Bugsy
- Kevin Costner – JFK – Tatort Dallas (JFK)
- Robert De Niro – Kap der Angst (Cape Fear)
- Anthony Hopkins – Das Schweigen der Lämmer (The Silence of the Lambs)

### Beste Hauptdarstellerin – Drama
Jodie Foster – Das Schweigen der Lämmer (The Silence of the Lambs) 
- Annette Bening – Bugsy
- Geena Davis – Thelma & Louise
- Laura Dern – Die Lust der schönen Rose (Rambling Rose)
- Susan Sarandon – Thelma & Louise

### Bester Hauptdarsteller – Musical/Komödie
Robin Williams – König der Fischer (The Fisher King) 
- Jeff Bridges – König der Fischer (The Fisher King)
- Billy Crystal – City Slickers – Die Großstadt-Helden (City Slickers)
- Dustin Hoffman – Hook
- Kevin Kline – Lieblingsfeinde – Eine Seifenoper (Soapdish)

### Beste Hauptdarstellerin – Musical/Komödie
Bette Midler – For the Boys – Tage des Ruhms, Tage der Liebe (For the Boys)
- Ellen Barkin – Switch – Die Frau im Manne (Switch)
- Kathy Bates – Grüne Tomaten (Fried Green Tomatoes)
- Anjelica Huston – Addams Family (The Addams Family)
- Michelle Pfeiffer – Frankie & Johnny (Frankie and Johnny)

### Bester Nebendarsteller
Jack Palance – City Slickers – Die Großstadt-Helden (City Slickers)
- Ned Beatty – Hear My Song
- John Goodman – Barton Fink
- Harvey Keitel – Bugsy
- Ben Kingsley – Bugsy

### Beste Nebendarstellerin
Mercedes Ruehl – König der Fischer (The Fisher King)
- Nicole Kidman – Billy Bathgate
- Diane Ladd – Die Lust der schönen Rose (Rambling Rose)
- Juliette Lewis – Kap der Angst (Cape Fear)
- Jessica Tandy – Grüne Tomaten (Fried Green Tomatoes)

### Bestes Drehbuch
Callie Khouri – Thelma & Louise
- Lawrence Kasdan, Meg Kasdan – Grand Canyon – Im Herzen der Stadt (Grand Canyon)
- Zachary Sklar, Oliver Stone – JFK – Tatort Dallas (JFK)
- Ted Tally – Das Schweigen der Lämmer (The Silence of the Lambs)
- James Toback – Bugsy

### Beste Filmmusik
Alan Menken – Die Schöne und das Biest (Beauty and the Beast)
- Patrick Doyle – Schatten der Vergangenheit (Dead Again)
- Dave Grusin – For the Boys – Tage des Ruhms, Tage der Liebe (For the Boys)
- Michael Kamen – Robin Hood – König der Diebe (Robin Hood: Prince of Thives)
- Ennio Morricone – Bugsy
- Zbigniew Preisner – Ein Pfeil in den Himmel (At Play in the Fields of the Lord)

### Bester Filmsong
„Beauty and the Beast“ aus Die Schöne und das Biest (Beauty and the Beast) – Howard Ashman, Alan Menken 
- „Be Our Guest“ aus Die Schöne und das Biest (Beauty and the Beast) – Howard Ashman, Alan Menken
- „Dreams to Dream“ aus Feivel, der Mauswanderer im Wilden Westen (An American Tail) – James Horner, Will Jennings
- „(Everything I Do) I Do It For You“ aus Robin Hood – König der Diebe (Robin Hood: Prince of Thives) – Bryan Adams
- „Tears in Heaven“ aus Fieberhaft (Rush) – Eric Clapton

### Bester fremdsprachiger Film
Hitlerjunge Salomon, Deutschland – Regie: Agnieszka Holland
- Die zwei Leben der Veronika (La Double Vie de Véronique), Polen – Regie: Krzysztof Kieślowski
- Gulag 3 (Zateryannyy v Sibiri), Sowjetunion – Regie: Aleksandr Mitta
- Madame Bovary, Frankreich – Regie: Claude Chabrol
- Nikita, Frankreich – Regie: Luc Besson

## Gewinner und Nominierte im Bereich Fernsehen

### Beste Serie – Drama
Ausgerechnet Alaska (Northern Exposure)
- Beverly Hills, 90210
- I’ll Fly Away
- Law & Order
- L.A. Law – Staranwälte, Tricks, Prozesse (L.A. Law)

### Bester Darsteller in einer Fernsehserie – Drama
Scott Bakula – Zurück in die Vergangenheit (Quantum Leap)
- Mark Harmon – Die Staatsanwältin und der Cop (Resonable Doubts)
- James Earl Jones – Profis contra Ganoven (Pros and Cons)
- Rob Morrow – Ausgerechnet Alaska (Northern Exposure)
- Carroll O’Connor – In der Hitze der Nacht (In the Heat of the Night)
- Sam Waterston – I’ll Fly Away

### Beste Darstellerin in einer Fernsehserie – Drama
Angela Lansbury – Mord ist ihr Hobby (Murder, She Wrote)
- Susan Dey – L.A. Law – Staranwälte, Tricks, Prozesse (L.A. Law)
- Sharon Gless – Die Fälle der Rosie O’Neill (The Trials of Rosie O’Neill)
- Marlee Matlin – Die Staatsanwältin und der Cop (Resonable Doubts)
- Janine Turner – Ausgerechnet Alaska (Northern Exposure)

### Beste Serie – Musical/Komödie
Brooklyn Bridge
- Cheers
- Daddy schafft uns alle (Evening Shade)
- Golden Girls (The Golden Girls)
- Murphy Brown

### Bester Darsteller in einer Fernsehserie – Musical/Komödie
Burt Reynolds – Daddy schafft uns alle (Evening Shade)
- Ted Danson – Cheers
- Neil Patrick Harris – Doogie Howser, M.D.
- Craig T. Nelson – Mit Herz und Scherz (Coach)
- Ed O’Neill – Eine schrecklich nette Familie (Married... with Children)

### Beste Darstellerin in einer Fernsehserie – Musical/Komödie
Candice Bergen – Murphy Brown
- Kirstie Alley – Cheers
- Roseanne Barr – Roseanne
- Jamie Lee Curtis – Anything But Love
- Katey Sagal – Eine schrecklich nette Familie (Married... with Children)

### Beste Miniserie oder bester Fernsehfilm
Allein gegen den Wind (One Against the Wind)
- Der Taylor-Mord – Kampf um ein Kind (In a Child’s Name)
- Die Josephine-Baker-Story (The Josephine Baker Story)
- Ein Meer für Sarah (Sarah, Plain and Tall)
- Gleichheit kennt keine Farbe (Separate But Equal)

### Bester Darsteller in einer Miniserie oder einem Fernsehfilm
Beau Bridges – Without Warning: The James Brady Story
- Sam Elliott – Conagher
- Peter Falk – Columbo, Folge: Tödliche Liebe (Columbo And The Murder Of A Rock Star)
- Sam Neill – Allein gegen den Wind (One Against the Wind)
- Sidney Poitier – Gleichheit kennt keine Farbe (Separate But Equal)

### Beste Darstellerin in einer Miniserie oder einem Fernsehfilm
Judy Davis – Allein gegen den Wind (One Against the Wind)
- Glenn Close – Ein Meer für Sarah (Sarah, Plain and Tall)
- Sally Kirkland – Haus der lebenden Toten (The Haunted)
- Jessica Tandy – The Story Lady
- Lynn Whitfield – Die Josephine-Baker-Story (The Josephine Baker Story)

### Bester Nebendarsteller in einer Fernsehserie, einer Miniserie oder einem Fernsehfilm
Louis Gossett Jr. – Die Josephine-Baker-Story (The Josephine Baker Story)
- Larry Drake – L.A. Law – Staranwälte, Tricks, Prozesse (L.A. Law)
- Michael Jeter – Daddy schafft uns alle (Evening Shade)
- Richard Kiley – Gleichheit kennt keine Farbe (Separate But Equal)
- Dean Stockwell – Zurück in die Vergangenheit (Quantum Leap)

### Beste Nebendarstellerin in einer Fernsehserie, einer Miniserie oder einem Fernsehfilm
Amanda Donohoe – L.A. Law – Staranwälte, Tricks, Prozesse (L.A. Law)
- Sammi Davis-Voss – Homefront
- Faith Ford – Murphy Brown
- Estelle Getty – Golden Girls (The Golden Girls)
- Park Overall – Harrys Nest (Empty Nest)
- Rhea Perlman – Cheers
- Jean Stapleton – Ein Licht in der Dunkelheit (Fire in the Dark)

## Cecil B. De Mille Award
- Robert Mitchum

## Miss Golden Globe
Joely Fisher (Tochter von Eddie Fisher und Connie Stevens)